# Don Rickles
Donald Jay "Don" Rickles (New York,(Queens), 8 mei 1926 – Beverly Hills, 6 april 2017) was een Amerikaans stand-upcomedian en acteur. Hij was een regelmatige gast in de The Tonight Show Starring Johnny Carson en verscheen ook meermaals in The Carol Burnett Show. Hij werd geëerd met een ster op de Hollywood Walk of Fame.
Als stand-upcomedian had hij een reputatie de door hem besproken persoonlijkheden sterk aan te vallen en te beledigen. Hij toerde meerdere decennia in de Verenigde Staten, met ook seizoenen met vaste optredens in de grote hotels op The Strip van Las Vegas. Zelf beschouwde hij, als overtuigd Democraat, de optredens met zijn vriend Frank Sinatra bij de bals ter gelegenheid van de inauguraties van Ronald Reagan en George H.W. Bush als zijn meest gedenkwaardige optredens. Hij was in 1984 ook te zien als host van Saturday Night Live.
Als acteur had hij hoofdrollen in onder meer Kelly's Heroes, Casino en Dennis the Menace Strikes Again!.
Hij had gastrollen in televisieseries zoals de originele The Twilight Zone, I Dream of Jeannie, Burke's Law, en Tales from the Crypt.
Hij leende zijn stem aan Mr. Potato Head in de Toy Story films: Toy Story, Toy Story 2, Toy Story 3 en Toy Story 4 maar sprak ook de stem in van Cornwall in Quest for Camelot.
Rickles overleed op 90-jarige leeftijd in zijn huis in Beverly Hills en werd begraven op de Joodse begraafplaats Mount Sinai Memorial Park Cemetery in Hollywood Hills.